# Жан-Поль Фондерберг
Жан-Поль Фондерберг (швед. Jean-Paul Vonderburg, нар. 31 липня 1964) — шведський футболіст, що грав на позиції захисника.
Виступав, зокрема, за клуби «Гаммарбю» та «Мальме», а також національну збірну Швеції.

## Клубна кар'єра
У дорослому футболі дебютував 1985 року в Аллсвенскані виступами за команду клубу «Гаммарбю», в якій провів три сезони, взявши участь у 45 матчах чемпіонату. У 1988 році «Гаммарбю» вилетів з вищого дивізіону, а Фондерберг перейшов до складу діючого чемпіону Швеції, клубу «Мальме», у 1989 році. Відіграв за команду з Мальме наступні три сезони своєї ігрової кар'єри. Більшість часу, проведеного у складі «Мальме», був основним гравцем захисту команди. За цей час виграв свій єдиний титул переможця чемпіонату Швеції (1989 рік).
Влітку 1992 року Фондерберг залишив Швецію та переїхав до клубу данської Суперліги «Орхус». Відігравши в ньому лише 1 сезон, переїхав до Японії та підписав контракт з клубом «Санфречче Хіросіма». В японському клубі також виступав протягом одного сезону.
Завершив професійну ігрову кар'єру у клубі «Гаммарбю», у складі якого вже виступав раніше. Прийшов до команди 1995 року й допоміг команді повернутися до Аллсвенскану. Проте вже наступного року «Гаммарбю» знову вилетів до Супереттану, а Фонденберг завершив кар'єру футболіста.

## Виступи за збірну
14 лютого 1990 року дебютував у складі національної збірної Швеції у програному (1:2) товариському матчі проти ОАЕ. Став першим темношкірим футболістом у шведській збірній. Протягом кар'єри у національній команді, яка тривала усього 2 роки, провів у формі головної команди країни 4 матчі. Відзначився одним голом у воротах власної збірної, 17 квітня 1991 року проти Греції.

## Клубна статистика
| Клубні виступи | Клубні виступи    | Клубні виступи | Ліга  | Ліга | Кубок            | Кубок            | Кубок ліги      | Кубок ліги      | Загалом | Загалом |
| Сезон          | Клуб              | Ліга           | Матчі | Голи | Матчі            | Голи             | Матчі           | Голи            | Матчі   | Голи    |
| Данія          | Данія             | Данія          | Ліга  | Ліга | Кубок Данії      | Кубок Данії      | Кубок ліги      | Кубок ліги      | Загалом | Загалом |
| -------------- | ----------------- | -------------- | ----- | ---- | ---------------- | ---------------- | --------------- | --------------- | ------- | ------- |
| 1992/93        | Орхус             | Суперліга      | 5     | 1    |                  |                  |                 |                 | 5       | 1       |
| Японія         | Японія            | Японія         | Ліга  | Ліга | Кубок Імператора | Кубок Імператора | Кубок Джей-ліги | Кубок Джей-ліги | Загалом | Загалом |
| 1993           | Санфрече Хіросіма | Джей-ліга      | 21    | 1    | 4                | 1                | 2               | 0               | 27      | 2       |
| Країна         | Данія             | Данія          | 5     | 1    |                  |                  |                 |                 | 5       | 1       |
| Країна         | Японія            | Японія         | 21    | 1    | 4                | 1                | 2               | 0               | 27      | 2       |
| Загалом        | Загалом           | Загалом        | 26    | 2    | 4                | 1                | 2               | 0               | 32      | 3       |

## Виступи за збірну
| національна збірна Швеції | національна збірна Швеції | національна збірна Швеції |
| Рік                       | Матчі                     | Голи                      |
| ------------------------- | ------------------------- | ------------------------- |
| 1990                      | 2                         | 0                         |
| 1991                      | 2                         | 0                         |
| Загалом                   | 4                         | 0                         |